# Edmond Fierlants
Edmond Fierlants est un photographe belge né à Bruxelles le 20 juillet 1819 et mort dans la même ville le 21 décembre 1869.
Il est un des pionniers de la photographie belge.

## Biographie
Issu d'une famille aisée, Edmond Fierlants épouse Isabelle Nieuwenhuys, née à Londres le 5 avril 1831. Leur premier enfant, Hélène, naît à Paris en 1850, tandis que leur fils, Albert Jean, naît à Bruxelles le 4 mars 1852.
Il est le seul membre fondateur belge de la Société française de photographie le 15 novembre 1854. Fierlants fait son apprentissage chez Hippolyte Bayard (1801-1881) le premier réalisateur d'image positive sur papier au printemps 1839. En 1855, il est le co-inventeur du procédé « Taupenot » (plaques sèches au collodion albuminé), dont il préente la communication à la Société photographique de Londres.
En 1857, il présente ses œuvres aux expositions de Paris et Bruxelles, notamment des reproductions de tableaux, sa future spécialité.
De retour à Bruxelles le 5 mars 1858, il obtient une commande du gouvernement pour reproduire par la photographie les chefs-d’œuvre de la peinture flamande conservés à Bruges. À la suite de l'avis favorable de l'Académie royale, il entreprend sa campagne photographique. Du 2 décembre 1858 au 1er février 1861 il photographie les Vues et monuments de Bruges et le Musée Memling de l'Hôpital Saint-Jean (1858). En 1859, une série de 31 planches est éditée à Paris par Victor Didron. En 1860, il reçoit de nouveau l'appui du gouvernement et effectue une mission architecturale à Anvers avec ses Vues et monuments d'Anvers.
Il fonde en 1862 à Bruxelles (Ixelles) la Société belge de photographie, qui deviendra Société royale belge de photographie en 1863.
De 1866 à 1867, il reproduit sous le patronage de l'État belge l'œuvre du peintre Antoine Wiertz.
Photographe d'architecture, il privilégie la monumentalité à travers des vues de grand format (pleine plaque ou plus grand encore).
Il est éditeur de reproductions d'œuvres d'art, notamment les primitifs flamands, Wiertz, etc.
Fin 1867, pour des raisons financières, il se consacre au portrait et ouvre un studio à Bruxelles, qui ne remportera pas un succès commercial. Fierlants meurt ruiné le 21 décembre 1869.

## Séries de photographies d’Anvers

Porte de Kipdorp, Anvers, extérieur accès au pont, 1863.

Porte de Kipdorp, Anvers, gauche au Sint-Jacobsmarkt, 1863.

En 1860, Fierlants reçoit le soutien du gouvernement pour une mission architecturale à réaliser à Anvers. Le conseil municipal lui demande de photographier des bâtiments et monuments importants. Il en a résulté 165 photographies, Vues et monuments d'Anvers, qui montrent le centre-ville. C'est l'une des premières séries de photographies à grande échelle au monde. Cette série de clichés s'est avérée très cruciale car la ville a changé fondamentalement peu de temps après, en partie parce que le mur espagnol — y compris le pont Kipdorp — a été démoli et les quais de l'Escaut ont été redressés.
Les photographies présentent une idée de ce à quoi Anvers aurait pu ressembler au Moyen Âge, malgré le fait que les vues soient très fragmentées et sélectionnées. Elles présentent un très fort contraste avec la ville portuaire éveillée, moderne et à croissance rapide que deviendrait Anvers.
La collection se compose de 278 gravures originales de 158 clichés différents. Elles sont conservées aux archives municipales (la FelixArchief) et à la Bibliothèque patrimoniale Hendrik Conscience. Les photographies et les plaques de verre de Fierlants ont été listées comme chefs-d'œuvre par décret de la Communauté flamande en 2013. En 2019, les plaques de verre, conservées dans la FelixArchief, ont été restaurées grâce au soutien de la Communauté flamande.
Les photographies apparaissent encore régulièrement, car elles ont été publiées en 2016 dans le livre Anvers, ville perdue 1860-1880. De fortes similitudes ont également été constatées entre les photographies de Fierlants et les gravures de Jozef Linnig, qui a plus que probablement utilisé les clichés comme base pour son Album historique de la ville d'Anvers : collection de visages et monuments antiques (Historisch album der stad Antwerpen: verzameling van gezichten en gedenkteekens van vroegere tyden).

## Postérité
En 1996, Edmond Fierlants est l'un des 26 photographes belges mis à l'honneur au Musée de la photographie d'Anvers, lors de l'exposition Pioniers in Beeld.

## Collections publiques
- Bibliothèque royale de Belgique, Bruxelles.
- Musée de la photographie, Charleroi.
- Musée de la photographie, Anvers.
- Archives municipales, Bruges.
- Bibliothèque patrimoniale Hendrik Conscience, Anvers[1].
- FelixArchief, Anvers[2].